# Michele Federico
Michele Federico (Capri, 13 novembre 1884 – Capri, 1966) è stato un pittore italiano.

## Biografia
Michele Federico fu un pittore paesaggista, soprannominato "il pittore del mare" per le sue marine, molte dell'isola di Capri, in cui nacque e operò. Fu allievo, già a dodici anni, del pittore Antonino Leto (1844-1913) - siciliano e allievo di Francesco Lojacono - che si era stabilito a Capri dal 1882.
Con Antonino Leto e con Augusto Lovatti (1852-1921) condivise una pittura realizzata dal vivo, piena di luce, di colori e di movimento. Federico e Lovatti furono nei primi anni del Novecento gli artisti di riferimento per un gruppo di pittori, tra i quali Valentino White, Carlo Perindani, Matteo Sarno, Felice Giordano, Ezelino Briante, Antonio Odierna ed Enrico Gargiulo. Negli anni trenta del novecento fu l'organizzatore di mostre personali e collettive, anche nel suo studio di pittore a Firenze. Fu molto legato alla sua isola e si narra che quando un mercante americano lo portò negli Stati Uniti dove aveva già notorietà, il pittore dopo poco tempo fu preso dalla nostalgia e volle far ritorno a casa.
Le opere di Michele Federico furono esposte, a partire dalla Promotrice Salvator Rosa di Napoli del 1906, in molte città italiane - Milano, Torino, Genova, Roma e Firenze - e in città straniere - Parigi, San Francisco e Buenos Aires.

## Partecipazioni a mostre nazionali
- Promotrice "Salvator Rosa", Napoli, 1911, 1912, 1913, 1915, 1922
- Società promotrice di belle arti, Genova, 1920
- Salon, Parigi, 1914
- Esposizione internazionale Panama-Pacifico di San Francisco, Stati Uniti, 1915
- Mostra Nazionale dei Grigio Verdi, Napoli, 1921
- Esposizione Italiana di Buenos Aires, Argentina, 1923
- Sindacato Fascista del Piemonte, 1930 e 1932